# Île Niushan
L'île Niushan (chinois simplifié : 牛山岛 ; chinois traditionnel : 牛山島 ; pinyin : niúshān dǎo, également connue sous le nom de Kiushan ou en anglais, île Turnabout, est une île de la province du Fujian en république populaire de Chine. Elle fait partie de la frontière actuelle entre les mers de Chine orientale et méridionale à l'extrémité nord du détroit de Taïwan. En effet, comme pour sa voisine l'île Pingtan, la pointe méridionale de l'île constitue un des points de la limite séparant les deux mers.

## Histoire

### Construction du premier phare en 1873
L'île et ses hauts-fonds sont un danger pour la navigation. En 1873, un phare a été construit sur l'île. Un manuel de navigation de 1901 décrit l’île comme haute d’environ 66 mètres, comportant deux îlots et des rochers dangereux au nord et au sud. Il décrit la lumière:
LUMIÈRE. — Un phare de 16 mètres de haut, situé au sommet de l'île Turnabout, exhibe une lumière blanche fixe visible de tous les côtés. Il s'élève à 78 mètres au-dessus de la mer et doit être visible par temps clair sur une distance de 23 milles marins.
La tour en pierre est peinte en noir, la demeure des gardiens et les murs environnants en blanc.

### Épave du SS San Pablo
Le SS San Pablo appartenait à l'Occidental and Oriental Steamship Company. Le navire réalisait des trajets entre San Francisco et Hong Kong.
Le San Pablo avait été conçu comme un charbonnier entre San Francisco et Tacoma, mais O&O l’a convertie pour le transport de passagers. Son premier voyage en tant que navire à passagers réaménagé commença le 26 avril 1887.
La même année, Antonio Jacobsen peignit un paysage maritime du navire.
Le 24 avril 1888, le San Pablo se situait dans le détroit de Taïwan. Il y avait un épais brouillard et le bateau, qui venait de rentrer en mer de Chine orientale, s'échoua au nord de l'île Niushan vers 3h30 du matin. Le navire était à terre, deux cales et un bunker à charbon étaient inondés. Le navire pouvait chavirer. Le navire allait être abandonné, et l'équipage et les passagers étaient sur le point de se diriger vers le phare de Niushan, lorsque des pirates du continent attaquèrent le navire. Le capitaine Reed arma les passagers et l'équipage et réussirent à repousser le premier assaut. Au cours du deuxième assaut, les pirates gagnèrent le pont principal mais furent repoussés avec des tuyaux à vapeur. Les pirates attendirent à un kilomètre et demi du navire.
L'équipage et les passagers se dirigèrent ensuite vers la terre ferme et les pirates prirent le navire. Alors que les pirates occupaient le navire, un incendie se déclara et le San Pablo brûla jusqu'à la ligne de flottaison,,.

### Peinture
En 1921, l'aquarelliste britannique John Fraser peint Passing Turnabout Island. China Sea - 1875. Vessel under full sail. La peinture est conservée par le National Maritime Museum.

### Seconde Guerre mondiale
En mai 1938, les Japonais capturèrent Xiamen et prirent le contrôle du phare. En juin 1942, les Chinois réussirent à faire sauter le phare puis se retirèrent. Les troupes japonaises occupèrent alors l'île et construisirent un phare temporaire ainsi qu'une station de radio. En avril 1945, des troupes chinoises non armées déguisées en pêcheurs évitèrent des contrôles de sécurité japonais et débarquent sur l'île sous le prétexte de fournir ou de collecter de la nourriture. Ils purent séparer et surprendre les soldats japonais sur l'île. Les pierres furent également utilisées comme arme. L'armée chinoise prit ainsi le contrôle de l'île.

### Attaque de convoi
Le 25 octobre 1944, l'USS Tang découvrit un gros convoi bien protégé près de l'île. Le navire de guerre pénétra dans l'écran du destroyer et attaqua le convoi. Puis, il coula plusieurs navires et échappa aux destroyers. Plus tard, le navire attaqua l'un des navires qu'il avait endommagé, mais il sombra en raison d'une course circulaire conduite par l'une de ses propres torpilles.

### Incident d'Awa Maru
Le 1er avril 1945, le sous-marin USS Queenfish torpilla l'Awa Maru près de l'île dans ce qui est devenu le célèbre incident d'Awa Maru. Le gouvernement japonais avait obtenu un passage sûr pour le navire en tant que navire de secours de la Croix-Rouge. Un seul des 2004 passagers survécut.

### Construction du nouveau phare
Le phare fut détruit pendant la Seconde Guerre mondiale. Un phare temporaire fut installé en 1947 et réaménagé en 1982. En 1987, un nouveau phare fut construit. Le phare fut peut-être reconstruit en décembre 1998.